# Mark Whitby (játékvezető)
Mark Whitby (Swansea, 1973. augusztus 12. –) walesi nemzetközi labdarúgó-játékvezető.

## Pályafutása

### Nemzeti kupamérkőzések
Vezetett Kupa-döntők száma: 1.

#### Walesi-kupa
| Időpont        | Helyszín                           | Mérkőzés típusa | Mérkőzés               | Eredmény | Nézők száma |
| -------------- | ---------------------------------- | --------------- | ---------------------- | -------- | ----------- |
| 2006. május 7. | Racecourse Ground Stadion, Wrexham | döntő           | Rhyl FC–Bangor City FC | 2 – 0    | 1743        |

### Nemzetközi játékvezetés
A Walesi labdarúgó-szövetség Játékvezető Bizottsága (JB) terjesztette fel nemzetközi játékvezetőnek, a Nemzetközi Labdarúgó-szövetség (FIFA) 2003-tól tartotta nyilván bírói keretében. Több nemzetek közötti válogatott és klubmérkőzést vezetett. FIFA JB besorolás szerint 2. kategóriás bíró. A walesi nemzetközi játékvezetők rangsorában, a világbajnokság-Európa-bajnokság sorrendjében az 5. helyet foglalja el 4 találkozó szolgálatával. Válogatott mérkőzéseinek száma: 11  (2012).

#### Világbajnokság
A világbajnoki döntőhöz vezető úton Németországba a XVIII., a 2006-os labdarúgó-világbajnokságra és Dél-Afrikába a XIX., a 2010-es labdarúgó-világbajnokságra a FIFA JB bíróként alkalmazta.

##### 2006-os labdarúgó-világbajnokság

###### Selejtező mérkőzés
| Időpont         | Helyszín                  | Mérkőzés típusa           | Mérkőzés                 | Eredmény | Nézők száma |
| --------------- | ------------------------- | ------------------------- | ------------------------ | -------- | ----------- |
| 2005. június 4. | A.Le Coq Stadion, Tallinn | előselejtező (3. csoport) | Észtország–Liechtenstein | 2 – 0    | 3000        |

##### 2010-es labdarúgó-világbajnokság

###### Selejtező mérkőzés
| Időpont           | Helyszín                         | Mérkőzés típusa           | Mérkőzés             | Eredmény | Nézők száma |
| ----------------- | -------------------------------- | ------------------------- | -------------------- | -------- | ----------- |
| 2009. március 28. | Josy-Barthel Stadion, Luxembourg | előselejtező (2. csoport) | Luxemburg–Lettország | 0 – 4    | 2516        |

#### Európa-bajnokság
Az európai-labdarúgó torna döntőjéhez vezető úton Ausztriába és Svájcba a XIII., a 2008-as labdarúgó-Európa-bajnokságra az UEFA JB játékvezetőként foglalkoztatta.

##### 2008-as labdarúgó-Európa-bajnokság

###### Selejtező mérkőzés
| Időpont           | Helyszín                         | Mérkőzés típusa           | Mérkőzés                    | Eredmény | Nézők száma |
| ----------------- | -------------------------------- | ------------------------- | --------------------------- | -------- | ----------- |
| 2007. március 24. | Josy-Barthel Stadion, Luxembourg | előselejtező (G. csoport) | Luxembourg–Fehéroroszország | 1 – 2    | 3150        |

##### 2012-es labdarúgó-Európa-bajnokság

###### Selejtező mérkőzés
| Időpont             | Helyszín                         | Mérkőzés típusa           | Mérkőzés          | Eredmény | Nézők száma |
| ------------------- | -------------------------------- | ------------------------- | ----------------- | -------- | ----------- |
| 2011. szeptember 6. | Philip II Arena Stadion, Szkopje | előselejtező (B. csoport) | Macedónia–Andorra | 1 – 0    | 5000        |